# Vânătorii (Star Trek: Voyager)
„Vânătorii” (titlu original: „Hunters”) este al 15-lea episod din al patrulea sezon al serialului TV american științifico-fantastic Star Trek: Voyager și al 83-lea în total. A avut premiera la 11 februarie 1998 pe canalul UPN.
Este primul episod în care apar membri ai rasei de vânători nomazi Hirogen. 

## Prezentare
O transmisiune din partea Comandamentului Flotei Stelare este reținută la o stație releu aparținând rasei Hirogen, iar Janeway pornește în căutarea acesteia.

## Actori ocazionali
- Tiny Ron - Alpha Hirogen
- Roger W. Morrissey - Beta Hirogen